# Ян Станіслав Контський
Ян Станіслав Контскі (Концький, Контський, пол. Jan Stanislaw Kątski) — польський шляхтич, військовик, державний діяч, літератор. Мав посаду мечника коронного.

## Біографія
Навчався в молодому віці за кордоном та служив у мушкетерських військах короля Людовика XIV.
1702 року як капітан перебував у піхотній частині коронної артилерії в Кам'янці-Подільському. У травні того року отримав звання майора. Брав участь у Північній війні.
Батько за життя уступив йому Балинське (консенс 19 листопада 1709 року), Кам'янецьке, Летичівське, Коритницьке, Ужедівське староства. У 1710 році отримав поселення Руда Видра в Галицькій землі.
23 квітня 1710 року набув від батька посаду старости генерального подільського.
1712 — 15 перебував за кордоном, в основному в Парижі, також Турин, Венеція, Рим. Під час перебування за кордоном його справи в РП вів Самсон Бомбек — летичівський стольник. Зокрема, викупив векселів на 163890 злотих польських станом на 9.10.1715 року. Після повернення проживав з сестрою в Дроздовичах (Перемиський повіт).
Займався також літерарською справою. Переклав польською Жана Баптиста Руссо. Підтримував Тарногородську конфедерацію.
1719 р. одружився з Вікторією Щучанкою — донькою Станіслава Антонія Щуки.
1720 р. був обраний від Подільського воєводства послом на Сейм.
16 березня 1726 року отримав звання генерала артилерії коронної.
Опікуном його неповнолітньої доньки Маріанни був Стефан Гумецький. Маріанна була пізніше одружена з Євстахієм Потоцьким (шлюб 1741 року, померла 1768), відома перекладами Мольєра.
Дружина 1733 року вийшла заміж за кухмістра великого коронного Яна Цетнера (сина смоленського воєводи Францішека Цетнера, старости кам'янського, передчасно помер перед вереснем 1734.